# Кугейский
Куге́йский — хутор в Егорлыкском районе Ростовской области. 
Административный центр Ильинского сельского поселения.

## География
Хутор расположен на реке Куго-Её (бассейн Еи), при впадении в неё реки Мокрой Грязнухи.

## Население
| 1989 | 2002  | 2010  |
| ---- | ----- | ----- |
| 1121 | ↗1238 | ↘1229 |

## Улицы
- ул. Донская;
- ул. Заречная;
- ул. Мира;
- ул. Молодёжная;
- ул. Октябрьская;
- ул. Садовая;
- ул. Степная;